# Gastone Brilli-Peri

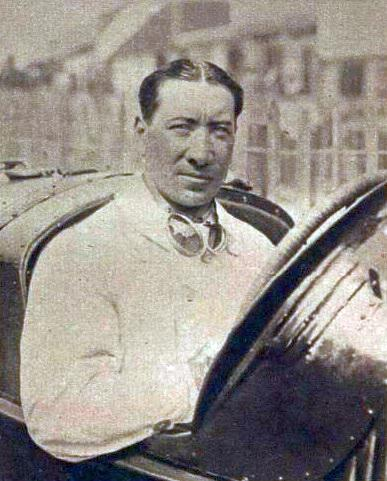
Gastone Brilli-Peri 1925

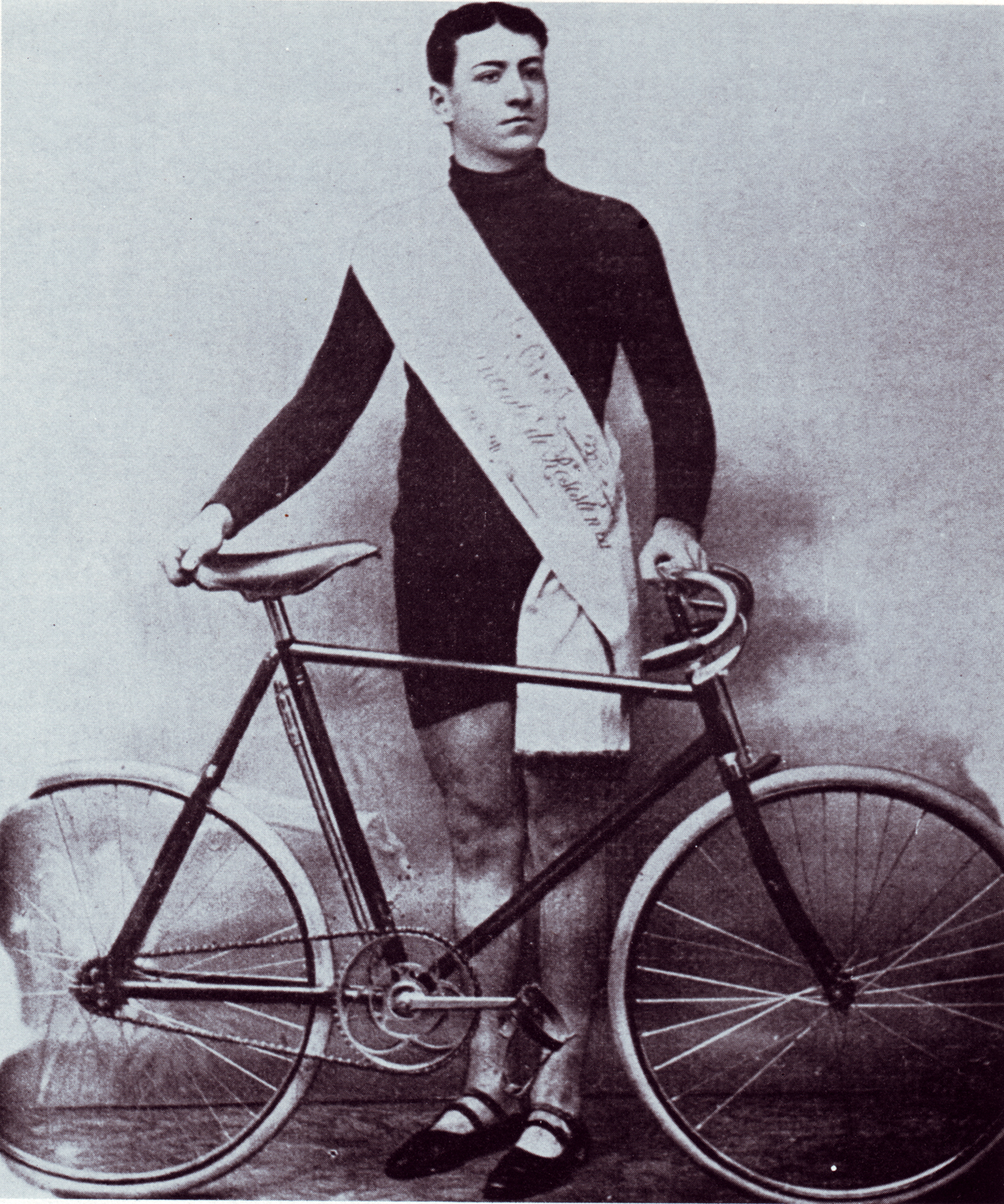
Gastone Brilli-Peri als Radrennfahrer

Conte Gastone Brilli-Peri (* 24. März 1893 in Montevarchi; † 22. März 1930 in Tripolis) war ein italienischer Rad-, Motorrad- und Autorennfahrer.

## Familie und Radrennen
Gastone Brilli-Peri war der Sprössling einer Florentiner Adelsfamilie und der Sohn von Alessandro Brilli-Peri und der Marchesa Elisa Alli Maccarani. Er kam auf dem Landsitz der Familie in Montevarchi zur Welt und wuchs in Florenz auf. 1907, im Alter von 14 Jahren, begann er gemeinsam mit einer Gruppe von Schulfreunden mit dem Radsport. Er startete für die Società Ciclistica Aquila Montevarchi. Obwohl er noch Jugendlicher war, startete er immer wieder bei Veranstaltungen für Erwachsene. Brilli-Peri, der ein schlechter Bergfahrer, aber ein sehr guter Sprinter war, gewann 1908 in Florenz ein nach dem Radsportler Charles Van Den Born benanntes Rennen und dadurch einen Rundflug über die Stadt. 1911 entschied er die toskanische Meisterschaft für sich und startete auch bei der italienischen Straßenmeisterschaft.

## Karriere als Rennfahrer
1912 kaufte sich Brilli-Peri sein erstes Motorrad, eine Della Ferrera. Mit dieser Einzylinder-Maschine bestritt er 1913 sein erstes Rennen. 1914 wurde er auf einer Triumph Zweiter beim Rennen Circuito del Po. Außerdem nahm er an den Rennen Giro Umbro-Toscano und Giro del Trasimeno teil; letzteres gewann er. Vom 26. April bis 3. Mai 1914 startete Brilli-Peri bei der ersten Auflage des Giro Motociclistico d’Italia, der in fünf Etappen über etwa 2.300 km führte. Auf der ersten Etappe lag er bei Kilometer 316 in Florenz und bei Kilometer 385 in Siena in Führung, fiel dann aber wegen Problemen am Vorderrad zurück.
Während des Ersten Weltkriegs diente Brilli-Peri als Kradmelder zunächst im 69. Infanterie-Regiment Brigata Ancona und dann bei der Presseabteilung des italienischen Oberkommandos. Dabei nahm er auch an Motorradrennen teil, die als Wohltätigkeitsveranstaltungen zugunsten Kriegshinterbliebener veranstaltet wurden. Bei einem solchen Rennen auf dem Foro Boario von Padua 1918 stürzte er schwer, als in voller Fahrt ein Reifen platzte; er erlitt einen Nasenbeinbruch und einen Kieferbruch und verlor sechs Zähne. Trotz plastischer Chirurgie behielt er bleibende Narben seiner Gesichtsverletzungen zurück. Damit endete seine Karriere als Motorradrennfahrer. 
Wieder genesen, stieg Brilli-Peri 1920 in den Automobilsport ein und startete zunächst mit Rennwagen der Marke Fiat. Ein erster Erfolg gelang ihm beim Circuito di Mugello 1922, als er im Fiat 802 Zweiter hinter Alfieri Maserati im Isotta Fraschini wurde. Beim Bergrennen Parma–Poggio di Berceto errang er im Mai 1923 auf einem Fiat S 57/14 den Sieg. Wenig später gewann er auch den Circuito di Mugello. Im mächtigen Steyr VI Klausen siegte er vor den beiden Alfa-Romeo-Piloten Giulio Masetti und Antonio Ascari in ihren RLTF. 1925 wurde Brilli-Peri Werksfahrer bei Alfa Romeo und Teamkollege von Antonio Ascari und Giuseppe Campari.
Beim Großen Preis von Belgien 1925 schied er mit einem Aufhängungsschaden am Alfa Romeo P2 aus. Im Großen Preis von Frankreich 1925 nahm ihn die Alfa-Romeo-Rennleitung nach dem tödlichen Unfall Antonio Ascaris aus dem Rennen. Mit seinem Sieg beim Großen Preis von Italien im selben Jahr sicherte Brilli-Peri Alfa Romeo die erste Weltmeisterschaft in der Automobilgeschichte. Zur Erinnerung daran war das Firmenemblem bis in die 1980er-Jahre von einem Lorbeerkranz umgeben. In den folgenden beiden Jahren ging er als Privatfahrer weiterhin mit Alfa Romeos an den Start.
Nach einem Jahr bei Bugatti 1928 gewann Brilli-Peri 1929 mit den Erfolgen in Tripolis, Mugello, Cremona und Großen Preis von Tunesien vier Rennen.

## Tod in Tripolis
An der Stätte eines seiner größten Triumphe, beim Gran Premio di Tripolis, verunglückte Brilli-Peri 1930 tödlich. Beim Training zum Großen Preis kam der von ihm gefahrene Talbot-Darracq 700 auf der holprigen Fahrbahn in einer schnellen Linkskurve bei hohem Tempo von der Strecke ab und prallte gegen eine Mauer. Gastone Brilli-Peri wurde aus dem Fahrzeug geschleudert und starb an der Unfallstelle. Das Begräbnis fand unter großer Anteilnahme der Bevölkerung sieben Tage später in Florenz statt.

## Nachleben
Das Fußballstadion von Montevarchi wurde nach Gastone Brilli-Peri benannt. Am Stadion befand sich eine 1936 enthüllte Bronzebüste von Brilli-Peri, die von dem aus Montevarchi stammenden Bildhauer Pietro Guerri geschaffen wurde. 2006 wurde sie wegen ihres schlechten Zustands entfernt, restauriert und in das Skulpturenmuseum Il Cassero in Montevarchi überführt. Es ist geplant, eine Kopie der Büste am Stadion aufzustellen. Auch gibt es in diesem Ort den Moto Club Brilli Peri.
Brilli-Peris Geburtsort Montevarchi war in der ersten Hälfte des 20. Jahrhunderts eines der Zentren der italienischen Hutindustrie. Seine charakteristische Kopfbedeckung, eine Baskenmütze, wurde nach ihm „Brilliperi“ benannt, eine Bezeichnung, die sich in Italien bis heute gehalten hat.

## Galerie

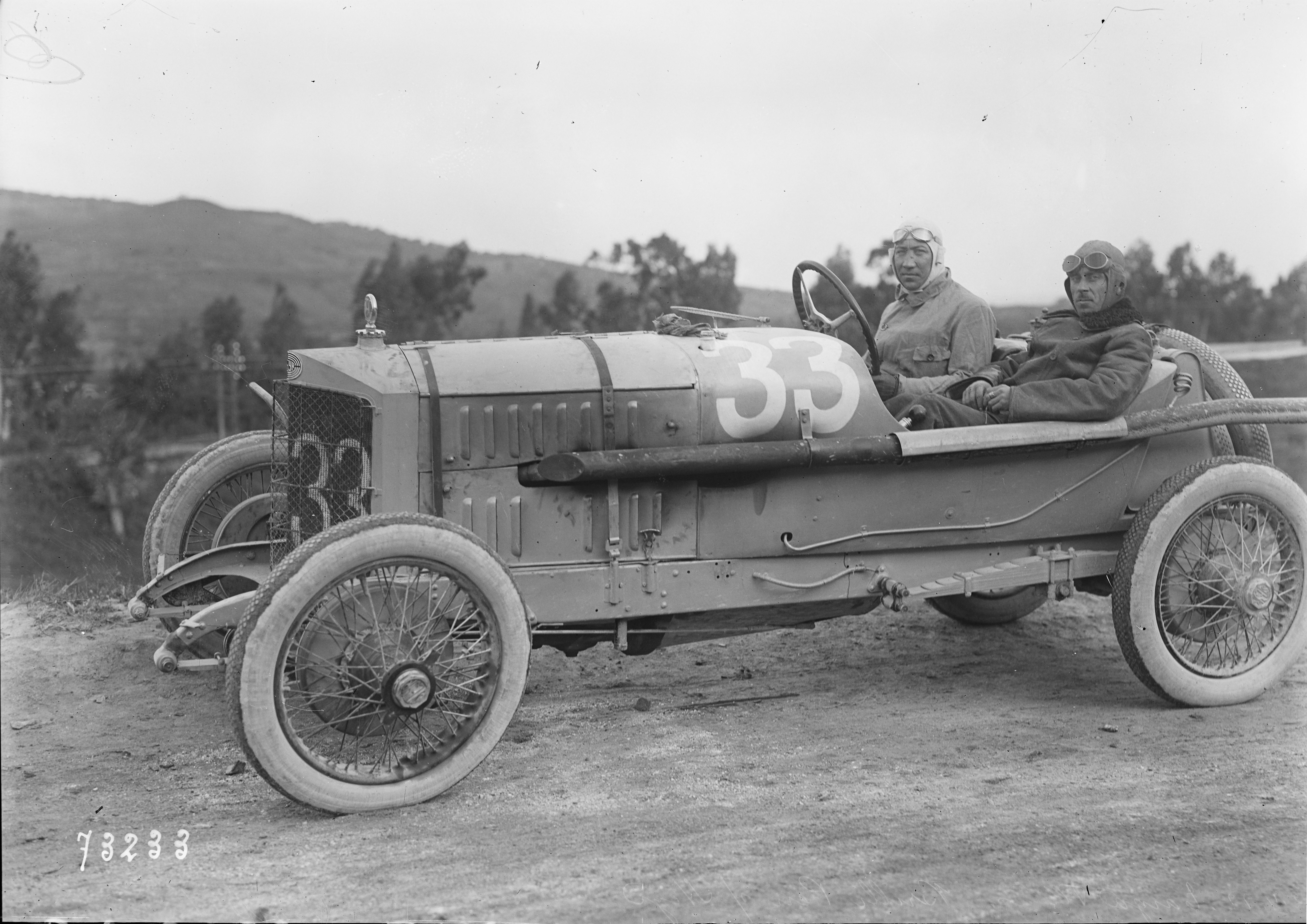
Im Steyr bei der Targa Florio 1922
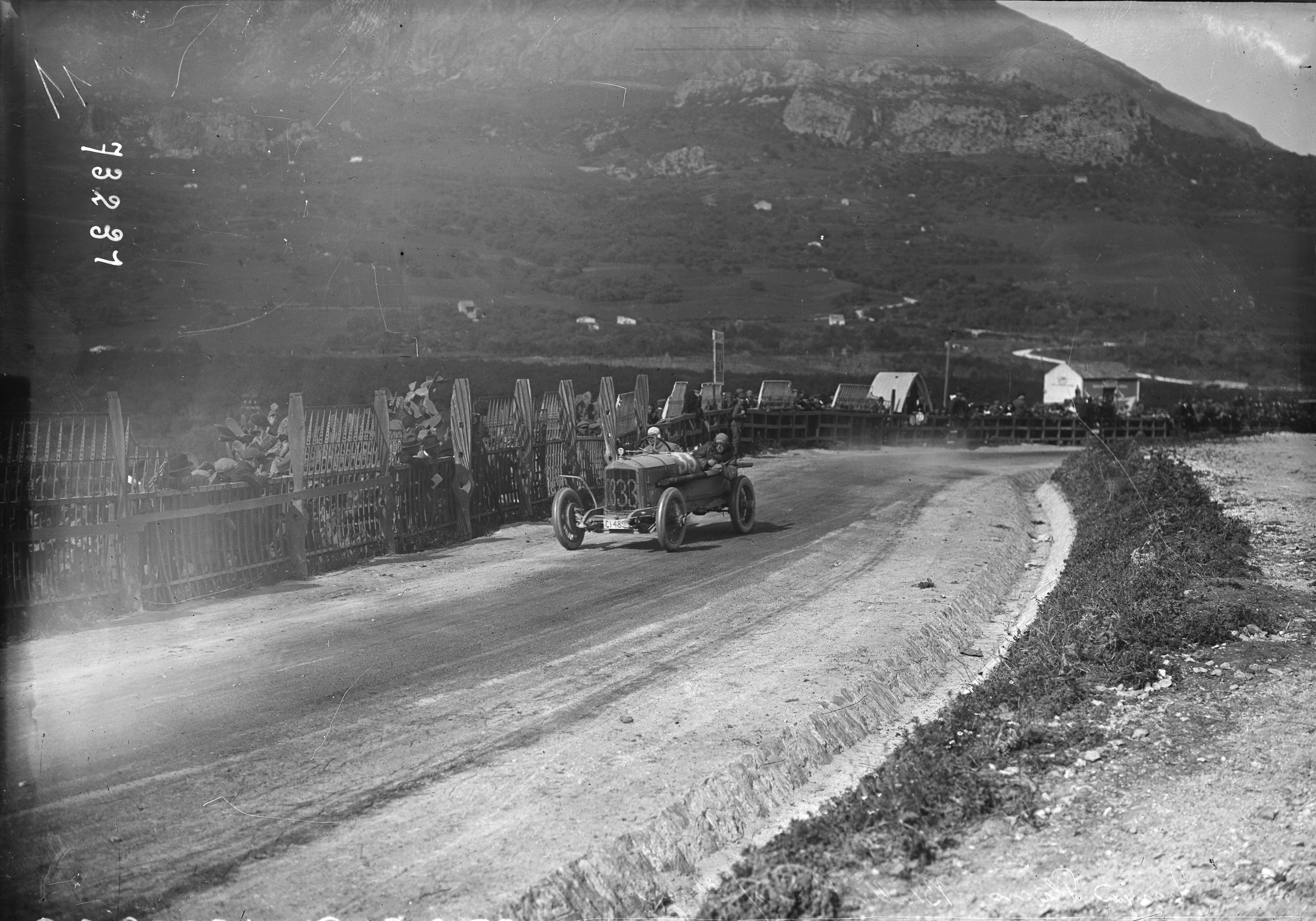
Bei der Targa Florio 1922
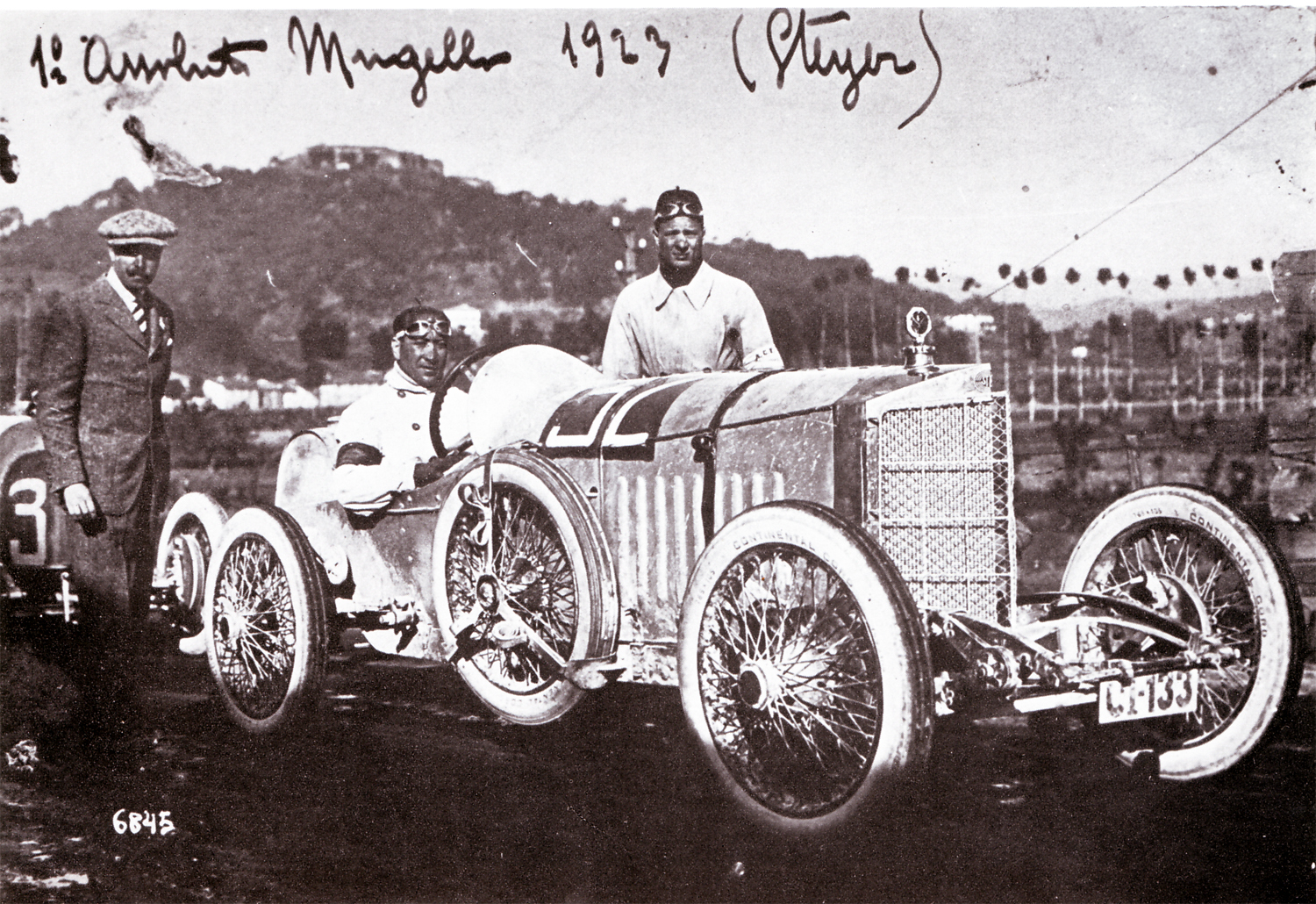
Im Steyr IV Klausen 1923 in Mugello
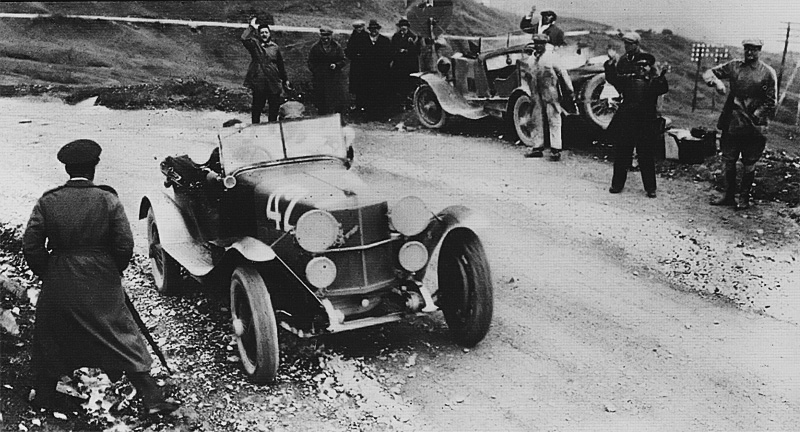
Bei der Mille Miglia 1927
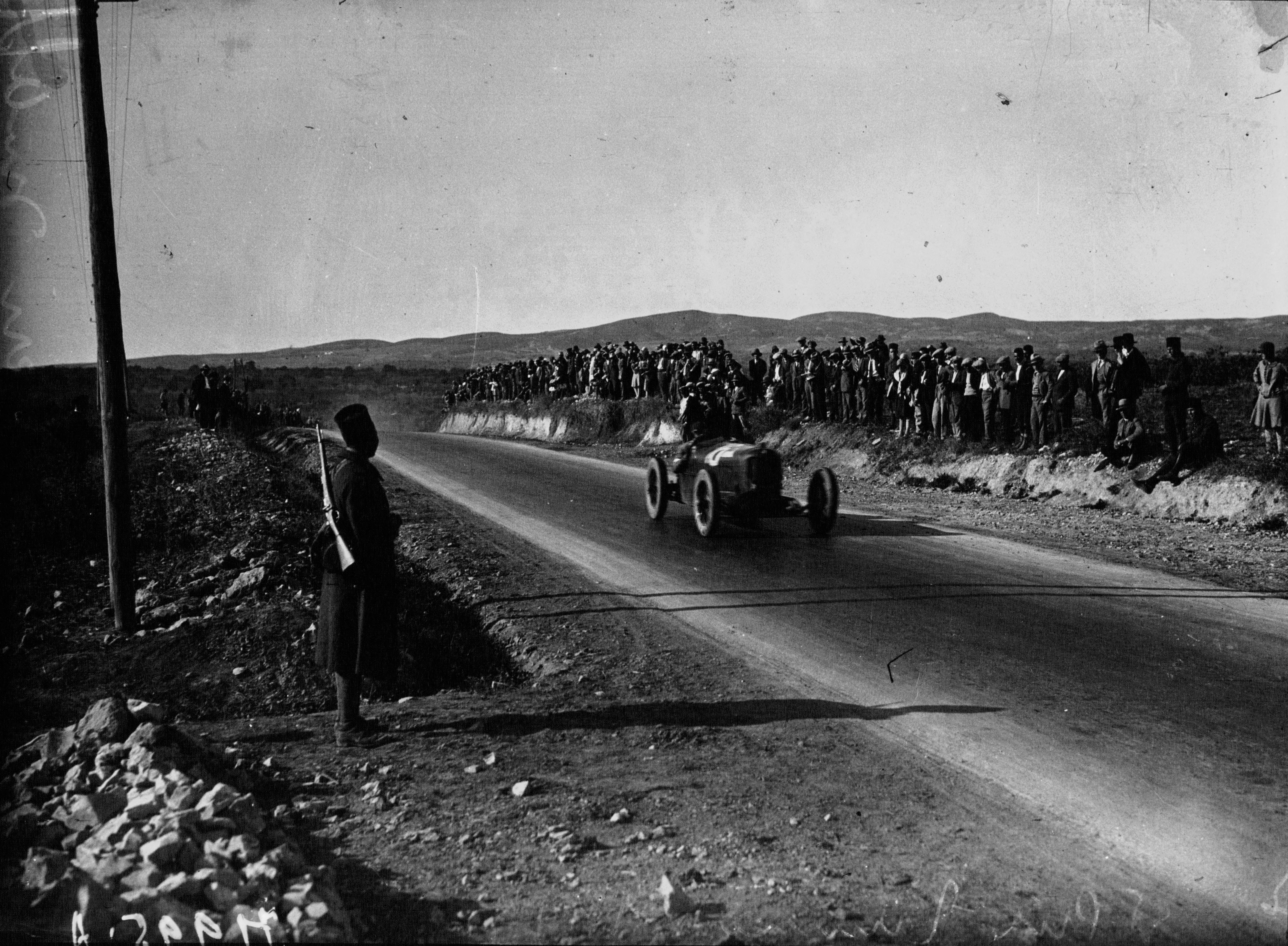
Bei seiner Siegesfahrt 1929 in Tunis
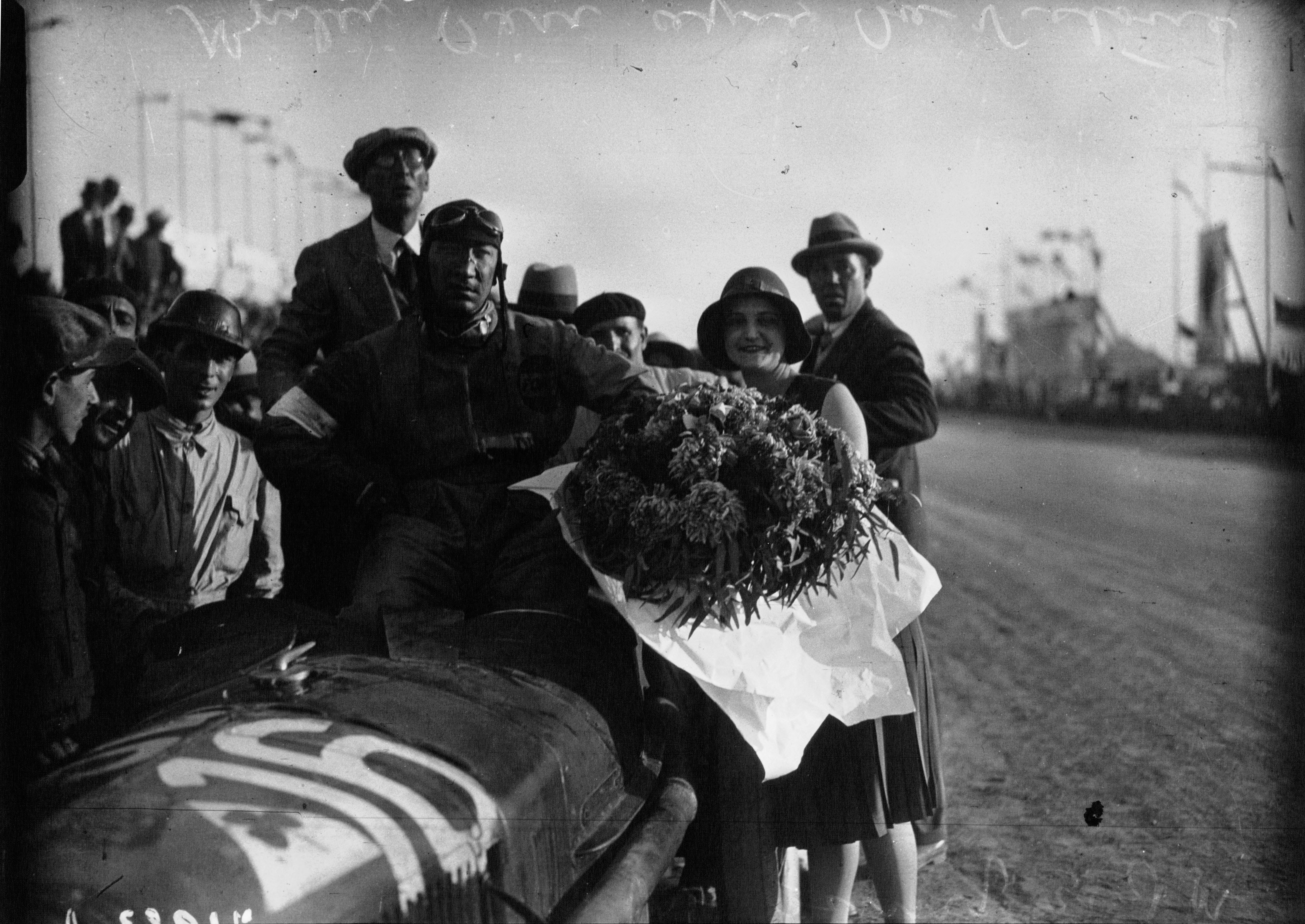
Rennsieger in Tunis 1929
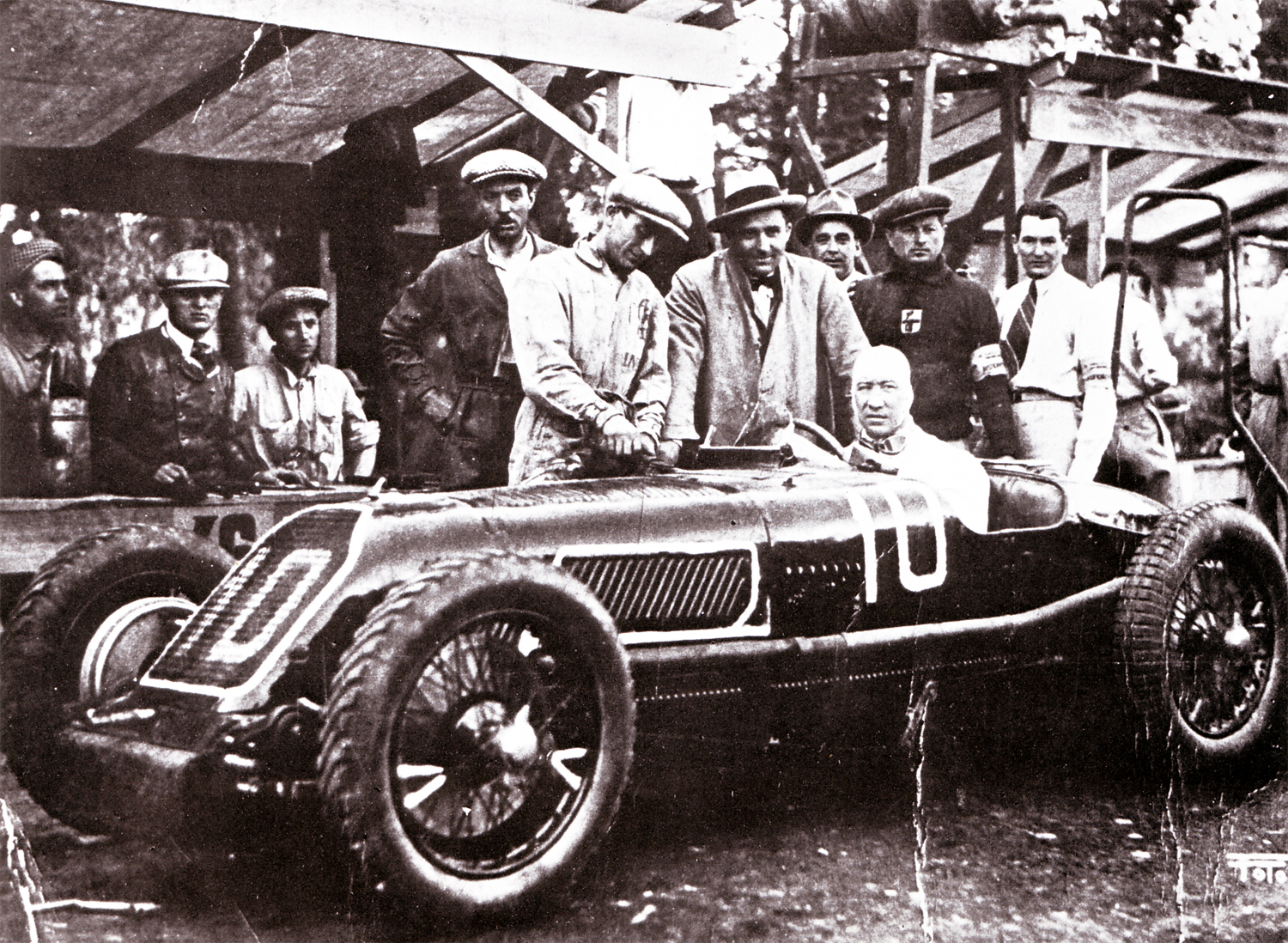
Im Talbot-Darracq 700